# حارة السائلة (صنعاء)
السائلة هي إحدى حارات حي القابل بمدينة الروضة شمال العاصمة اليمنية "صنعاء"، بلغ تعداد سكانها 203 نسمة حسب تعداد اليمن لعام 2004 نسخة محفوظة 12 مارس 2023 على موقع واي باك مشين..